# Mr. Präsident Junior
Mr. Präsident Junior (Originaltitel: First Kid) ist eine US-amerikanische Filmkomödie aus dem Jahr 1996.

## Handlung
Luke Davenport, der Sohn des Präsidenten der Vereinigten Staaten, ist kein angenehmer Zeitgenosse, denn er ärgert nicht nur den für seine Sicherheit zuständigen Secret-Service-Agent Woods, er mag es auch nicht, für mediale öffentliche Auftritte ausgestellt zu werden, weswegen er einen gemeinsamen Einkauf mit seiner Mutter Linda, der First Lady, und einer Horde Reporter mit seinem nackten Hintern quittiert. Dass zuvor Woods hart bei Luke zugriff, sorgt dafür, dass er seinen Job verliert und Sam Simms sein neuer Bodyguard wird. Denn so eigenwillig er seine Rolle beim Secret Service interpretiert, so unwillig ist er für Luke den Butler zu spielen, weswegen beide anfangs auch aneinandergeraten. Was allerdings nichts daran ändert, dass Simms weiterhin seinen Job macht. Denn er schützt Luke nicht nur mit einer Lüge, als dieser aus Versehen beim Gassi gehen mit dem Hund vom Secret Service für einen Eindringling gehalten wird, er versucht ihn auch bei einer Schlägerei in dessen neuer High School gegen den Rowdie Rob zu schützen. Nur kommt er dort leider zu spät, sodass sich Luke eine blutige Nase einfängt.
Zu Hause im Weißen Haus muss Luke erstmal hören, dass er den nächsten Monat nicht nur Hausarrest hat, sondern auch noch ohne seine Eltern auskommen muss, da sie auf Reise sein werden. Das verärgert ihn so sehr, dass er sich in die geheimen Gänge des Weißen Hauses zurückzieht, wo ihn Simms heulend vorfindet. Luke erzählt Simms daraufhin, was für ein trauriges Leben er führt, ohne Freunde, ohne Freiheit, ohne Eltern und auch ohne Mädchen wie seiner Klassenkameradin Katie, die er schön findet. Der einzige Spaß, der ihm bleibt, ist das gelegentliche Chatten als Viperboy über das Internet mit fremden Personen wie Mongoose12. Also sorgt Simms dafür, dass Luke sich aus dem Weißen Haus schleichen kann und bringt ihn in sein altes Sportstudio, wo er ihm Boxen beibringt. Das stärkt dabei nicht nur die Freundschaft zwischen Luke und Simms, sondern auch das Selbstbewusstsein von Luke.
Und das merken auch die Eltern, als sie nach vier Wochen wieder heimkehren. Sie wissen zwar nicht, was Simms mit ihrem Sohn anstellte, aber sie bedanken sich dafür. Und auch Luke bedankt sich bei Simms, nachdem er es dank seiner Hilfe endlich geschafft hat, Katie anzusprechen und für den Tanzabend einzuladen. Unglücklicherweise scheint es dazu nicht zu kommen, denn wegen eines möglichen Bombenfundes am Weißen Haus ist eine Ausgangssperre verhängt worden, wodurch der Tanzabend für Luke scheitern könnte. Aber auch hier weiß Simms Rat, indem er Luke erneut rausschmuggelt und mit dessen Computerprogramm den Schein wahrt, dass Luke immer noch in seinem Zimmer sei. Doch dieses Programm, welches immer wieder einige Stimmaufnahmen von Luke wiedergibt, wird durch dessen Schlange, welche auf der Computertastatur rumschleicht, so manipuliert, dass der ganze Schwindel auffliegt.  Während Luke und Katie Arm in Arm auf der Tanzfläche sind, stört der Secret Service die Party und schleift Luke wieder nach Hause.
Als Strafe bekommt Luke erneut Hausarrest, während Simms gefeuert wird. Als Luke anschließend wieder alleine mit Mongoose12 chattet, verspricht dieser, sich mit ihm im Einkaufszentrum zu treffen. Luke bricht aus und schafft es, dass die Agenten des Secret Service etwas Falsches verfolgen, so dass er in Ruhe zum verabredeten Treffpunkt laufen kann. Nur Simms weiß, wo sich Luke ungefähr aufhält. Allerdings schafft er es nicht, zu verhindern, dass Woods Luke als Geisel nehmen kann, um sich seine Wiedereinstellung beim Secret Service zu erpressen. Zwar kann er mit ihm verhandeln und den Jungen im Kampf freibekommen, doch da Woods noch eine zweite Waffe hatte, muss Simms für Luke noch eine Kugel abfangen. Dadurch wird Simms später als Held gefeiert und für die beste Position des Secret Service vorgeschlagen. Doch er lehnt ab, da er lieber bei Luke bleiben möchte.

## Kritik
„Die im Hintergrund durchscheinende Geschichte vom verwöhnten, elterliche Liebe entbehrenden Kind wird mit altbekannten Komödien-Versatzstücken und Spannungsmomenten versehen, die keine inszenatorische Einheit bilden, so daß auch einige schauspielerische Kabinettstücke des schwarzen Hauptdarstellers ins Leere laufen.“

## Hintergrund
Nach seinem Kinostart am 30. August 1996 konnte der Film allein in den USA etwas mehr als 30 Mio. US-Dollar an den Kinokassen wieder einspielen. In Deutschland wurde der Film am 30. Oktober 1997 direkt auf VHS veröffentlicht.
Erin Williby wurde bei den Youth in Film Awards 1997 als Beste Nebendarstellerin nominiert.